# Akram Zaatari
Akram Zaatari es un artista y curador que vive y trabaja en Beirut. Es el autor de más de 30 videos y videoinstalaciones, ha sido explorador de la sexualidad masculina y la identidad árabe. Su trabajo examina nociones de deseo, resistencia, memoria, vigilancia y, en particular, la producción y circulación de imágenes en tiempos de guerra. Su práctica incluye fotografía, cine, video, instalación y performance. A través de ella explora las ideas de “auto-documentación” y la producción contemporánea de imágenes.  
Es el cofundador de la Fundación de la imagen árabe (Beirut), la cual basa su trabajo en recoger, estudiar y archivar la historia fotográfica del Medio Oriente especialmente estudiando la obra del fotógrafo libanés Hashem "el Madani", como un registro de las relaciones sociales y de las prácticas fotográficas.

## Premios
- 2011 4th Yanghyun Prize.Yanghyun Foundation, Corea.

Grand Prize - Associação Cultural Videobrasil, Brasil, Sao Paulo, Brasil. 
- 2005 1st Price - FAIR PLAY Video Art Festival Berlin, por “Red Chewing Gum”. Alemania.
- 2004 Prix Son - Festival International de Cinéma de Marseille (FIDMarseille), por “Al Youm”. Francia.
- 2002 Grand Award - Ismailia International Film Festival for Documentaries and Shorts,  por “Her + Him Van Leo”. Egipto.
- 2001 Jury Award, Video Lisboa. Lisboa, Portugal.

## Exposiciones

### Exposiciones individuales[3]
- 2018
  - The Script. Turner Contemporary, Cardiff y New Art Exchange, Nottingham, Reino Unido.
  - The Fold: Space, Time and the Image. Contemporary Arts Center, Cincinnati, Estados Unidos.
- 2017  
  - Akram Zaatari: Against photography. An annotated history of the Arab ImageFoundation. MACBA Museo de Arte Contemporáneo de Barcelona, Barcelona, España.
  - Double Take: Akram Zaatari and the Arab Image Foundation. National Portrait Gallery, Londres. Reino Unido.
  - Unfolding, Sfeir-Semler Gallery, Hamburgo, Alemania.
- 2016  
  - Tomorrow Everything Will Be Alright. Galpão VB | Associação Cultural Videobrasil, Sao Paulo, Brasil.
  - Akram Zaatari: Archeology of Rumour. British School at Rome, Roma, Italia.
  - Akram Zaatari: The End of Time. The Common Guild, Glasgow, Reino Unido.

- 2015 
  - Unfolding. Moderna Museet, Estocolmo, Suecia.

- 2014 
  - Akram Zaatari. SALT Beyoglu, Estambul, Turquía.
  - Akram Zaatari: The End of Time. The Power Plant, Toronto, Canadá.

- 2013 Akram Zaatari. Museum of Contemporary Art, Chicago, Estados Unidos.  
  - This Day at Ten / Aujourd'hui à 10. Magasin Centre National d'Art Contemporain de Grenoble, Grenoble, Francia.
  - Akram Zaatari: The End of Time. kurimanzutto, Ciudad de México, México.
  - Akram Zaatari, Lebanese Pavillion. 55th Bienal Internacional de Venecia, Venecia, Italia.
  - Projects 100: Akram Zaatari. Projects Gallery, Museum of Modern Art, Nueva York.
  - On Photography People and Modern Times. Thomas Dane Gallery, Londres, Reino Unido.
  - ALL IS WELL. Agnes Etherington Art Centre, Kingston University, Ontario, Canadá.

- 2012 
  - Akram Zaatari. Solo exhibition at Liverpool Biennial, Liverpool, Reino Unido.
  - The End. Galerie Sfeir-Semler, Hamburgo, Alemania.
  - Tomorrow Everything Will Be Alright. MIT List Visual Arts Center, Cambridge, Estados Unidos.
  - The Uneasy Subject. MUAC (Museo Universitario de Arte Contemporáneo), Ciudad de México, México.

- 2011 
  - Composition for Two Wings.  Kunsternes Hus, Oslo, Noruega.
  - The Uneasy Subject. Museo de Arte Contemporáneo de Castilla y León, León, España.
  - This Day. Moderna Galería, Liubliana, Eslovenia.

- 2010 
  - Play van Abbe Part 3. T he Politics of Collecting – The Collecting of Politics. Van Abbemuseum, Eindhoven, Países Bajos.

- 2009 
  - Earth of Endless Secrets. Kunstverein, München, Germany; Sfeir-Semler Gallery, Beirut, Líbano.
  - Akram Zaatari. Ludlow38, Nueva York, Estados Unidos.
  - Akram Zaatari. A muffled Soundtrack and a Few Men Smoking in a Dark Humid Cinema. Museum of Modern Art Warsaw, Project Space, Varsovia, Polonia.

- 2007
  - Akram Zaatari. Galerie Sfeir-Semler, Hamburgo, Alemania.

- 2006 
  - Hashem el Madani: Pomenades and Studio Practices. La Caixa Forum, Barcelona, Tenerife y Salamanca, España.  
    - Hashem el Madani: Studio Practices. Paris Photo. París, Francia.

- 2005 
  - Mapping Sitting (coll. with Walid Raad). Grey Art Gallery, Nueva York, Estados Unidos.

- 2004 
  - Unfolding. Portikus, Frankfurt, Alemania.
  - Hashem el Madani: Studio Practices. Photographers’ Gallery, Londres, Reino Unido.
  - Mapping Sitting. Centre Pour l'Image Contemporaine, Ginebra, Suiza.  Mapping Sitting.  Musée Nicéphore Nièpce, Chalon-sur-Saône, Francia.

- 2002 
  - Mapping Sitting (with Walid Raad). SK Die Photographische Sammlung, Colonia,  Alemania.
  - Mapping Sitting (with Walid Raad). Palais des Beaux Arts, Bruselas, Bélgica.

- 2000 
  - The Vehicle. The Townhouse Gallery, Cairo, Egipto.

- 1999 
  - The Vehicle. Darat al Founoun, Amán, Jordania.